# Le Verger
Le Verger är en kommun i departementet Ille-et-Vilaine i regionen Bretagne i nordvästra Frankrike. Kommunen ligger i kantonen Montfort-sur-Meu som tillhör arrondissementet Rennes. År 2022 hade Le Verger 1 404 invånare.

## Befolkningsutveckling
Antalet invånare i kommunen Le Verger
Referens:INSEE